# Шенандоа (округ)
Округ Шенандоа (англ. Shenandoah County) располагается в штате Виргиния, США. Был образован в 1772 году, получил своё название в честь индейского племени сенедо. По состоянию на 2010 год, численность населения составляла 41 993 человек.

## География
По данным Бюро переписи США, общая площадь округа равняется 1326 км², из которых 1318 км² суша и 9 км², или 0,7 %, это водоёмы.

### Соседние округа
- Харди (Западная Виргиния) — северо-запад
- Фредерик (Виргиния) — северо-восток
- Уоррен (Виргиния) — восток
- Пейдж (Виргиния) — юго-восток
- Рокингхем (Виргиния) — юго-запад

## Демография
По данным переписи населения 2000 года в округе проживает 35 075 жителей в составе 14 296 домашних хозяйств и 10 064 семей. Плотность населения составляет 26 человек на км². На территории округа насчитывается 16 709 жилых строений, при плотности застройки около 13-ти строений на км². Расовый состав населения: белые — 95,60 %, афроамериканцы — 1,17 %, коренные американцы (индейцы) — 0,18 %, азиаты — 0,35 %, гавайцы — 0,02 %, представители других рас — 1,79 %, представители двух или более рас — 0,89 %. Испаноязычные составляли 3,40 % населения независимо от расы .
В составе 28,10 % из общего числа домашних хозяйств проживают дети в возрасте до 18 лет, 57 % домашних хозяйств представляют собой супружеские пары проживающие вместе, 9,30 % домашних хозяйств представляют собой одиноких женщин без супруга, 29,60 % домашних хозяйств не имеют отношения к семьям, 25,10 % домашних хозяйств состоят из одного человека, 11,30 % домашних хозяйств состоят из престарелых (65 лет и старше), проживающих в одиночестве. Средний размер домашнего хозяйства составляет 2,42 человека, и средний размер семьи 2,86 человека.
Возрастной состав округа: 22,30 % моложе 18 лет, 6,60 % от 18 до 24, 27,60 % от 25 до 44, 26,20 % от 45 до 64 и 17,30 % от 65 и старше. Средний возраст жителя округа 41 год. На каждые 100 женщин приходится 94,90 мужчин. На каждые 100 женщин старше 18 лет приходится 92,80 мужчин.
Средний доход на домохозяйство в округе составлял 39 173 доллара, на семью — 45 080 долларов. Среднестатистический заработок мужчины был 29 952 доллара против 22 312 долларов для женщины. Доход на душу населения был 19 755 долларов. Около 5,80 % семей и 8,20 % общего населения находились ниже черты бедности, в том числе — 12,10 % молодежи (тех кому ещё не исполнилось 18 лет) и 8,80 % тех кому было уже больше 65 лет.